# Vetenskapsåret 2008

## Händelser

### Astronomiochrymdfart
- 14 januari - Rymdsonden Messenger flyger förbi Merkurius första gången.[1][2]
- 6 oktober - Rymdsonden Messenger flyger förbi Merkurius andra gången.[3]
- 30 juli - Det upptäcks att markmaterial uppgrävt från 5 cenitmeters djup på Mars yta smälter när det värms till 0° C, det slutgiltiga beviset för vatten på Mars.
- 1 augusti - Solförmörkelsen 1 augusti 2008 är synlig i Kanada, Europa och västra Asien.
- 5 september - Rymdsonden Rosetta flyger förbi asteroiden 2867 Šteins.
- 7 oktober - Meteoroiden 2008 TC3 kraschar på Jorden, och blir första sådana objekt att upptäcks före kraschen.[4]

### Fysik
- 9 september - CERN:s partikelacceleratoranläggning "Large Hadron Collider" startas.

## Priser och utmärkelser
- Abelpriset: John Griggs Thompson och Jacques Tits
- Bigsbymedaljen: Christopher Ballentine [5]
- Copleymedaljen: Roger Penrose
- Darwinmedaljen: Geoffrey Parker
- Gad Rausings pris för framstående humanistisk forskargärning: Professor vid Finlands akademi Simo Knuuttila, filosofihistoria
- Göran Gustafssonpriset:
  - Molekylär biologi: Stefan Thor
  - Fysik: Ulf Danielsson
  - Kemi: Xiaodong Zou
  - Matematik: Tobias Ekholm
  - Medicin: Marie Wahren-Herlenius
- Leroy P. Steele-priset:
  - The Leroy P. Steele Prize for Lifetime Achievement: George Lusztig[6]
  - The Leroy P. Steele Prize for Mathematical Exposition: Neil Trudinger[7]
  - The Leroy P. Steele Prize for Seminal Contribution to Research: Endre Szemerédi[8]
- Nobelpriset: [9]
  - Fysik:Yoichiro Nambu, Makoto Kobayashi, Toshihide Maskawa
  - Kemi: Osamu Shimomura, Martin Chalfie, Roger Tsien
  - Fysiologi/Medicin:Harald zur Hausen, Françoise Barré-Sinoussi, Luc Montagnier
- Wollastonmedaljen: Norman Sleep [10]

## Avlidna
- 11 januari - Edmund Hillary, 88, nyzeeländsk bergsbestigare, blev 1953 först att bestiga Mount Everest.

### Fotnoter
1. ↑  News Center Arkiverad 18 oktober 2008 hämtat från the Wayback Machine. på MESSENGERs officiella webbplats. Läst 2 januari 2007.
2. ↑  Nyhetskalendern 2008, Dagens Nyheter, 27 december 2007. Läst 2 januari 2008.
3. ↑  ”Arkiverade kopian”. Arkiverad från originalet den 7 februari 2007. https://web.archive.org/web/20070207133129/http://messenger.jhuapl.edu/the_mission/MESSENGERTimeline/MercuryFlyby2.html. Läst 18 januari 2009.
4. ↑  ”Incoming!!!”. Arkiverad från originalet den 7 oktober 2008. https://web.archive.org/web/20081007190747/http://blogs.discovermagazine.com/badastronomy/2008/10/06/incoming-2/. Läst 8 oktober 2008.
5. ↑  ”Geological Society”. Arkiverad från originalet den 5 juni 2011. https://web.archive.org/web/20110605101836/http://www.geolsoc.org.uk/gsl/society/history/page753.html. Läst 13 april 2011.
6. ↑  George Lusztig Receives 2008 Steele Prize for Lifetime Achievement, American Mathematical Societys webbplats. Publicerat 7 januari 2008, läst 31 juli 2008.
7. ↑  Neil Trudinger Receives 2008 Steele Prize for Exposition, American Mathematical Societys webbplats. Publicerat 7 januari 2008, läst 31 juli 2008.
8. ↑  Endre Szemerédi Receives 2008 Steele Prize for a Seminal Contribution to Research Achievement, American Mathematical Societys webbplats. Publicerat 7 januari 2008, läst 31 juli 2008.
9. ↑  ”Nobelpriset”. http://nobelprize.org/nobel_prizes/lists/all/index.html. Läst 10 april 2011.
10. ↑  ”Geological Society”. Arkiverad från originalet den 5 juni 2011. https://web.archive.org/web/20110605102217/http://www.geolsoc.org.uk/gsl/society/history/page750.html. Läst 14 april 2011.